# Пенху

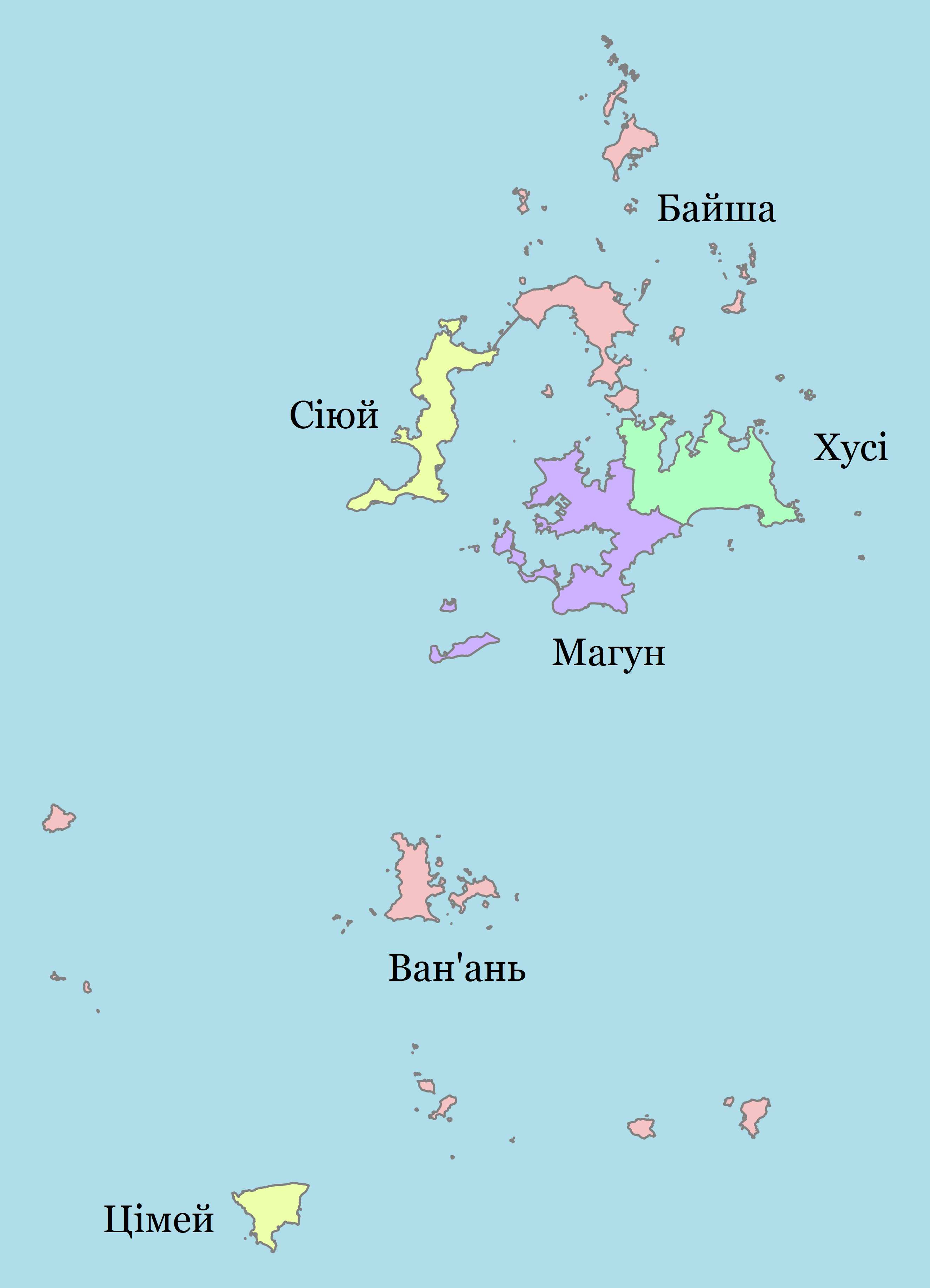
Архіпелаг Пенху

Архіпелаг Пенху або Пескадорські острови — архіпелаг, що складається з островів Пенху, Байша, Сі і ще 64 маленьких островів загальною площею 126,8 км², що лежать між материковим Китаєм і Тайванем, на межі між Східнокитайським і Південнокитайським морями. На відміну від гористого Тайваню, острови Пенху низинні (вища точка 79 м), з просторими рівнинами, чудовим кліматом і безліччю красивих берегів. Тільки 20 з островів населені. Два з трьох головних островів — Ювонг і Байша, сполучені між собою двома дамбами і знаменитим мостом Крос-Сі-Бридж, що є найдовшим мостом на Далекому Сході.
Головними пам'ятками островів є розкішний пляж з широкою смугою білого піску в Літоу (близько Магун), гігантський 300-річний баньян і Акваріум Пенху на острові Байша, форт Сітай (1774—1883 рр.) На острові Сі, пташині базари на островах Чішан і Мао, печера Кіт на острові Сяо-Мень, базальтові стовпові скелі «Жовтий кам'яний парк Пенху» на острові Тунпань, а також храми Тяньхоугун і Мацзу в Магун (XVIII ст., всього на островах понад 170 храмів, присвячених цій богині).
У липні 1995 уряд Тайваню заснував на території Пенху Національний природний парк.

## Клімат
Острови знаходяться у зоні, котра характеризується вологим субтропічним кліматом. Найтепліший місяць — липень із середньою температурою 28.9 °C (84 °F). Найхолодніший місяць — січень, із середньою температурою 17.2 °С (63 °F).
| Клімат о. Байша         | Клімат о. Байша | Клімат о. Байша | Клімат о. Байша | Клімат о. Байша | Клімат о. Байша | Клімат о. Байша | Клімат о. Байша | Клімат о. Байша | Клімат о. Байша | Клімат о. Байша | Клімат о. Байша | Клімат о. Байша | Клімат о. Байша |
| Показник                | Січ.            | Лют.            | Бер.            | Квіт.           | Трав.           | Черв.           | Лип.            | Серп.           | Вер.            | Жовт.           | Лист.           | Груд.           | Рік             |
| Абсолютний максимум, °C | 32              | 30              | 32              | 31              | 41              | 41              | 42              | 40              | 38              | 33              | 33              | 30              | 42              |
| Середній максимум, °C   | 18              | 18              | 21              | 25              | 27              | 29              | 31              | 31              | 30              | 27              | 23              | 20              | 25              |
| Середня температура, °C | 17              | 17              | 19              | 23              | 26              | 27              | 28              | 28              | 28              | 25              | 22              | 18              | 23              |
| Середній мінімум, °C    | 15              | 15              | 17              | 21              | 23              | 25              | 26              | 26              | 26              | 23              | 20              | 17              | 21              |
| Абсолютний мінімум, °C  | 6               | 5               | 7               | 7               | 17              | 21              | 23              | 21              | 20              | 13              | 7               | 6               | 5               |
| Днів з опадами          | 7               | 10              | 11              | 12              | 12              | 12              | 9               | 10              | 8               | 5               | 6               | 6               | 108             |
| ----------------------- | --------------- | --------------- | --------------- | --------------- | --------------- | --------------- | --------------- | --------------- | --------------- | --------------- | --------------- | --------------- | --------------- |
| Джерело: Weatherbase    |                 |                 |                 |                 |                 |                 |                 |                 |                 |                 |                 |                 |                 |